# Montée de la Boucle
La montée de la Boucle est une voie située à la limite du 4e arrondissement de Lyon et de Caluire-et-Cuire.

## Situation
Elle débute boulevard des Canuts à Caluire-et-Cuire et se termine place Adrien-Godien à Lyon, devant le pont Winston-Churchill.
En septembre 2020, la Métropole de Lyon crée un aménagement cyclable provisoire, composée d'une piste bidirectionnelle,.

## Odonymie
La rue tient son nom d'une ancienne auberge qui était réputée au début du XIXe siècle. Ce nom est attesté en 1827. Auparavant, elle s'appelait chemin de la Combe-d'Échery.

## Histoire
Il s'agissait à l'origine d'une voie étroite partant de la place de la Boucle, sur les quais du Rhône, pour rejoindre la grande-rue de la Croix-Rousse sur le plateau, non loin de l'intersection avec la rue de Margnolles (actuelle place Johannes-Ambre).
La montée de la Boucle a fait l'objet d'un élargissement au début des années 1990, afin de faciliter l'accès au plateau de la Croix-Rousse. Le boulevard est prolongé jusqu'au boulevard des Canuts et la partie occidentale de la voie est renommée rue Henri-Lachieze-Rey.
Le 4 mai 2025, de fortes intempéries provoquent un effondrement de la chaussée dans la partie descendante. Le 13 mai, la circulation rouvre dans le sens de la montée puis dans le sens de la descente trois jours plus tard.
La montée est empruntée chaque jour par environ 30 000 véhicules.

## Galerie

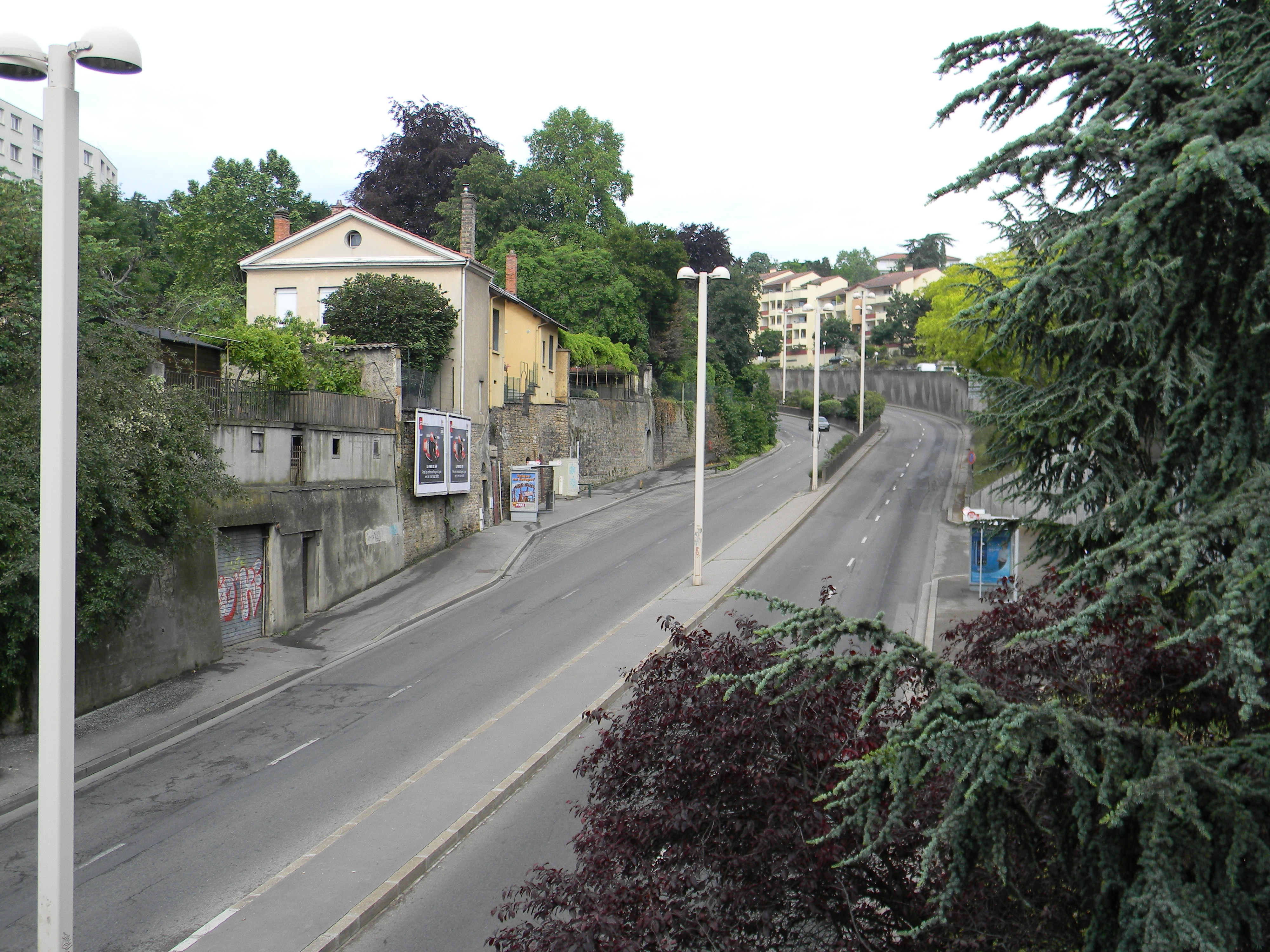
Montée de la Boucle, entre Caluire-et-Cuire et Lyon (2011)
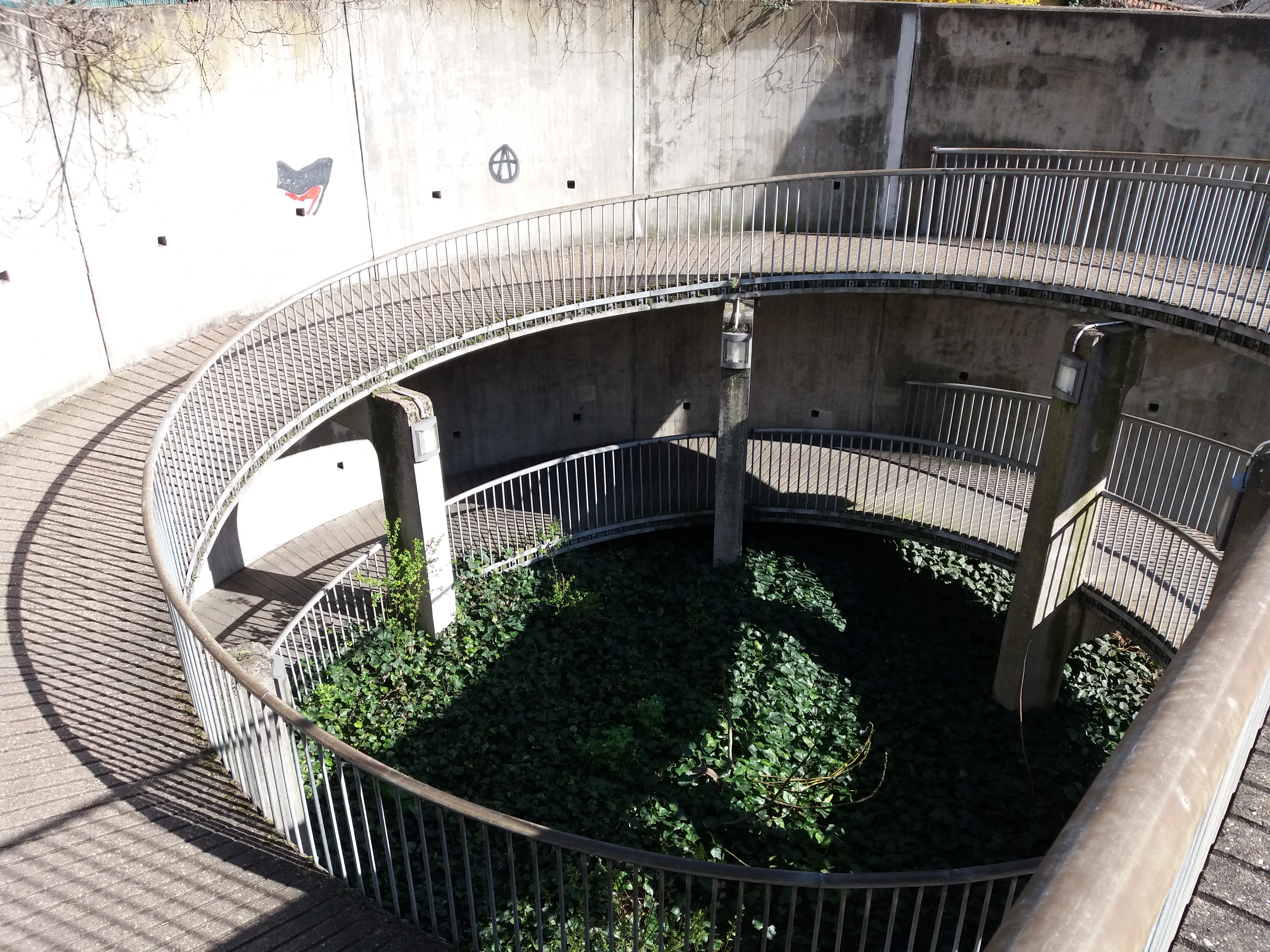
Montée de la Boucle, cheminement piéton (2020)
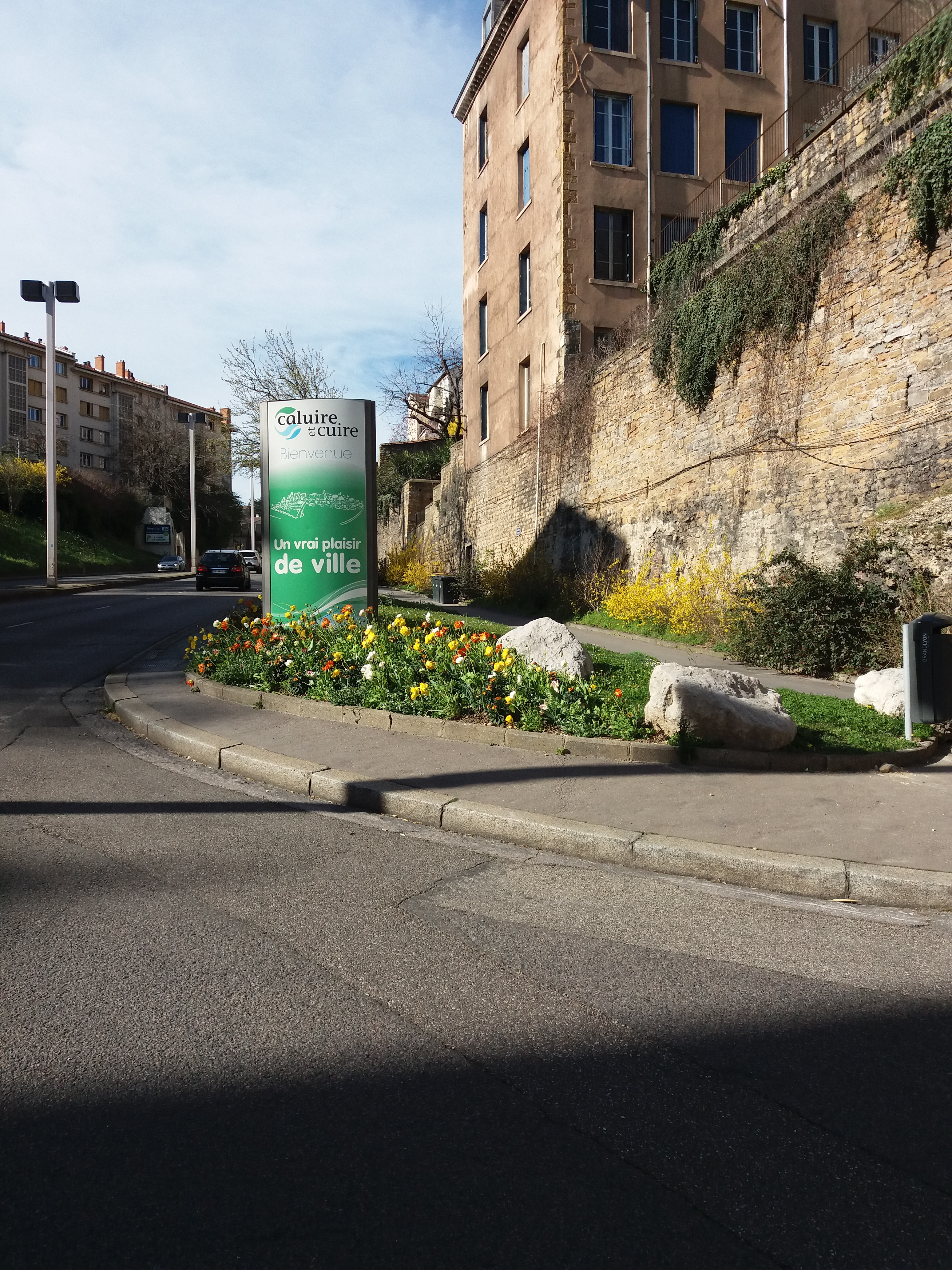
Montée de la Boucle, panneau d'entrée dans Caluire-et-Cuire (2020)